# The Mighty Clouds of Joy
The Mighty Clouds of Joy is een Amerikaans gospel-kwartet.

## Bezetting
Huidige bezetting
- Ron Staples
- Johnny Valentine
- Ervin Williams

Vroegere bezetting
- Joe Ligon (overleden 2016)
- Artis Turnbough (overleden 1999)
- Elmo Franklin (overleden 2008)
- Johnny Martin (overleden 1987)
- Michael Cook
- Terry Fuller
- Michael McCowin

(vervolg)
- Paul Beasley
- Ermant Franklin
- Leon Polk
- Hamp Carlton
- Eddie 'Spanky' Alford
- Lamanuel Boykin
- Charles McElveen

## Geschiedenis
The Mighty Clouds of Joy werden opgericht in 1961 als gospelgroep. Uiteindelijk voegden ze soul, r&b en rock-invloeden toe aan hun muzikale mix, zonder de wezenlijke religieuze hoofdzaak van hun materiaal te beknotten. Een van hun vroegste hits werd geproduceerd door Gamble and Huff. De lang bestaande band groeide tijdens de rest van de 20e eeuw, scoorde vele Grammy Awards en nominaties, evenals meerdere hit-albums.
De oorspronkelijke leden waren Joe Ligon, Johnny Martin, Ermant Franklin jr., Artis Turnbough, Elmeo Franklin, Richard Wallace, Leon Polk en David Walker, die ook diverse nummers had opgenomen met Link Wray onder de naam Bunker Hill. Oprichter Joe Ligon overleed in december 2016 op 80-jarige leeftijd.

## Discografie

### Singles
- 1975: Amazing Grace
- 1976: Mighty High

### Albums
- 1960: Steal Away To Jesus (Peacock Records) 45 single
- 1964: Family Circle (Peacock) PLP 114
- 1965: A Bright Side (Peacock) PLP 121
- 1966: Live At Music Hall (Peacock) PLP 134
- 1966: Presenting The Untouchable (Peacock) PLP 151
- 1972: Mighty Clouds Of Joy Live (At The Apollo)
- 1974: It's Time (Dunhill/ABC)
- 1975: Kickin  (ABC)
- 1977: The Truth Is The Power (ABC) (heruitgave-Myrrh)
- 1977: Live And Direct (ABC)
- 1979: Changing Times (Epic/CBS)
- 1980: Cloudburst (Myrrh/CBS)
- 1983: Sing and Shout (Myrrh/Word)
- 1987: Catching On (Word)
- 1989: Night Song (Word)
- 1990: Pray For Me (Live) (Word)
- 1995: Power (Intersound)
- 1996: Live In Charleston (Live) (Intersound)
- 1999: It was You (Light Records)
- 2002: I Want to Thank You (EMI Gospel)
- 2005: In The House Of The Lord: Live In Houston (EMI Gospel)
- 2007: Movin (EMI Gospel)
- 2010: At The Revival (EMI Gospel)
- 2011: 50 Year Celebration (EMI Gospel)
- 2013: All That I Am Chapter 1 (MCG Records)
- 2014: Down Memory Lane: Chapter 2 (MCG Records)
- 2016: "Rebirth" (Asah Entertainment)

### Compilaties
- 1973: The Best Of The Mighty Clouds Of Joy (Peacock/ABC) (heruitgave-MCA)
- 1978: The Very Best Of The Mighty Clouds Of Joy (ABC)
- 1982: Request Line (Myrrh/Word)
- 1994: Faith, Mercy, Glory (King)
- 2002: 20th Century Masters – The Millennium Collection: The Best of the Mighty Clouds of Joy (MCA/Peacock)